# Hydriomena semifuscata
Hydriomena semifuscata är en fjärilsart som beskrevs av Louis Beethoven Prout 1914. Hydriomena semifuscata ingår i släktet Hydriomena och familjen mätare. Inga underarter finns listade i Catalogue of Life.